# Сургучова Аліна Ігорівна
Аліна Ігорівна Сургучова (нар. 27 грудня 1995, с. Комар, Великоновосілківський район, Донецька область, Україна — пом. 13 квітня 2017, м. Бахмут, Донецька область, Україна) — українська військовослужбовиця; старший солдат; служила у 53-й окремій механізованій бригаді Збройних сил України; учасниця російсько-української війни.

## Життєпис
Народилася 27 грудня 1995 року в селі Комар Великоновосілківського району на Донеччині. Матір — Світлана Петрівна Сургучова, батько покинув сім'ю та виїхав у Росію.
До початку російсько-української війни Аліна вчилася у Донецькому індустріально-педагогічному технікумі. У вересні 2016 року підписала контракт зі Збройними силами України. Служила у 53-й окремій механізованій бригаді. Звання — старший солдат, посада — відповідальна виконавиця групи спеціального документального забезпечення.
Загинула 13 квітня 2017 року в Бахмуті: дівчину застрелив її співслуживець 39-річний старший сержант Олег П. із табельної зброї — пістолета Макарова. За словами свідка вбивства Сергія П., вони троє святкували присвоєння йому військового звання «сержант». За словами вбивці, він вистрілив випадково. Досудове розслідування за матеріалами кримінального провадження проводила Національна поліція, процесуальне керівництво здійснювали прокурори військової прокуратури.
Похована у рідному селі Комар, Волноваський район, Донеччина.

## Вшанування пам'яті
- Напередодні Міжнародного жіночого дня 8 березня 2020 року інформаційне агентство Міноборони «АрміяInform» вшанувало Аліну Сургучову разом із іншими жінками, які стали до лав захисників і віддали своє життя за Україну[5][6].
- Її портрет розміщений на меморіалі «Стіна пам'яті полеглих за Україну» в Києві — секція 9, ряд 5, місце 25[1].
- У вересні 2020 року громадська організація «Жіночий ветеранський рух» облаштувала у львівському парку ім. Богдана Хмельницького Алею пам'яті жінкам, загиблим у російсько-українській війні[7]. Одна з яблунь Недзведського[en] на цій алеї висаджена в памʼять про Аліну Сургучову[8].

Алея пам'яті жінкам, загиблим у російсько-українській війні, парк ім. Богдана Хмельницького, Львів
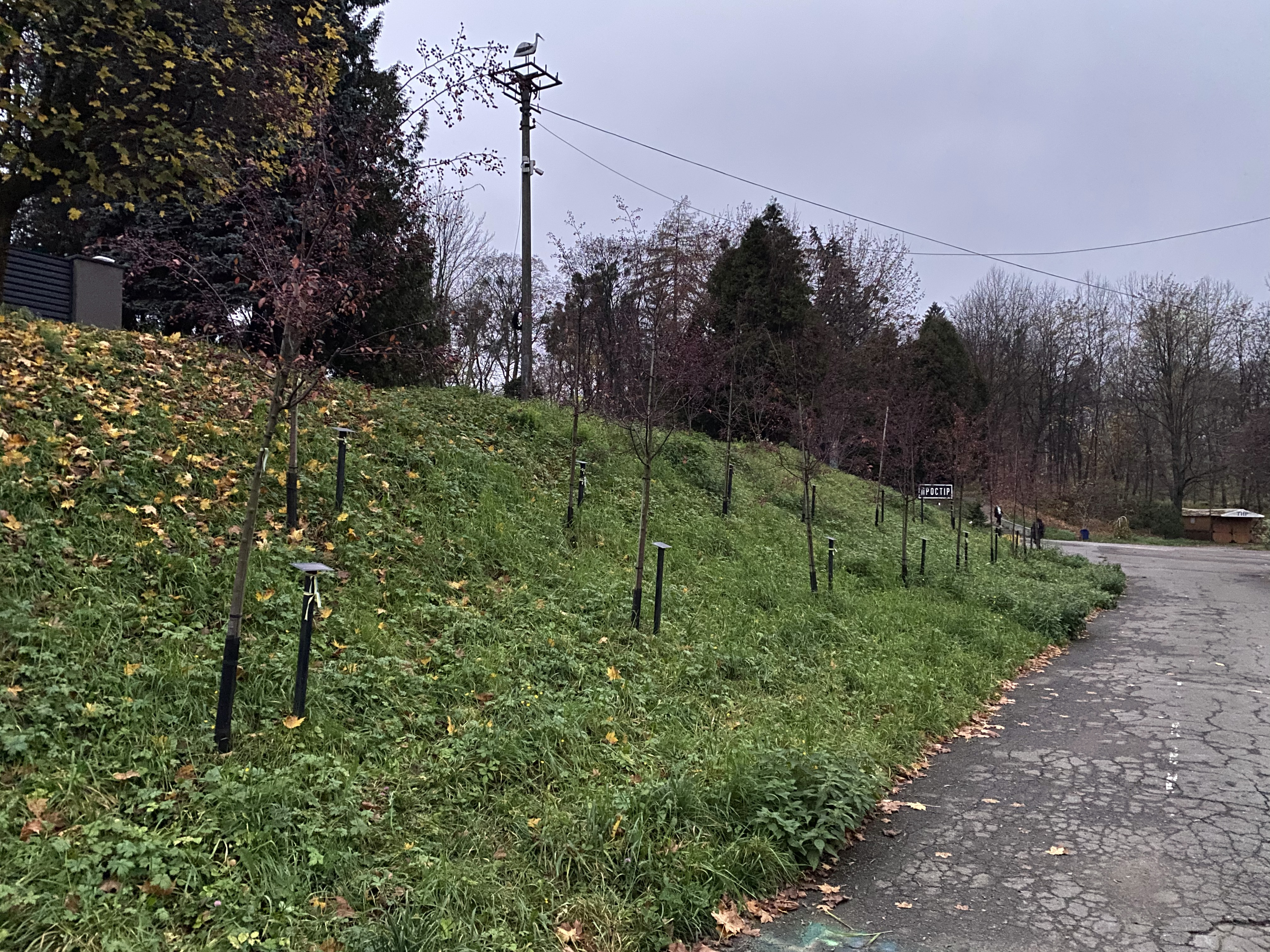
Алея пам'яті жінкам, загиблим у російсько-українській війні
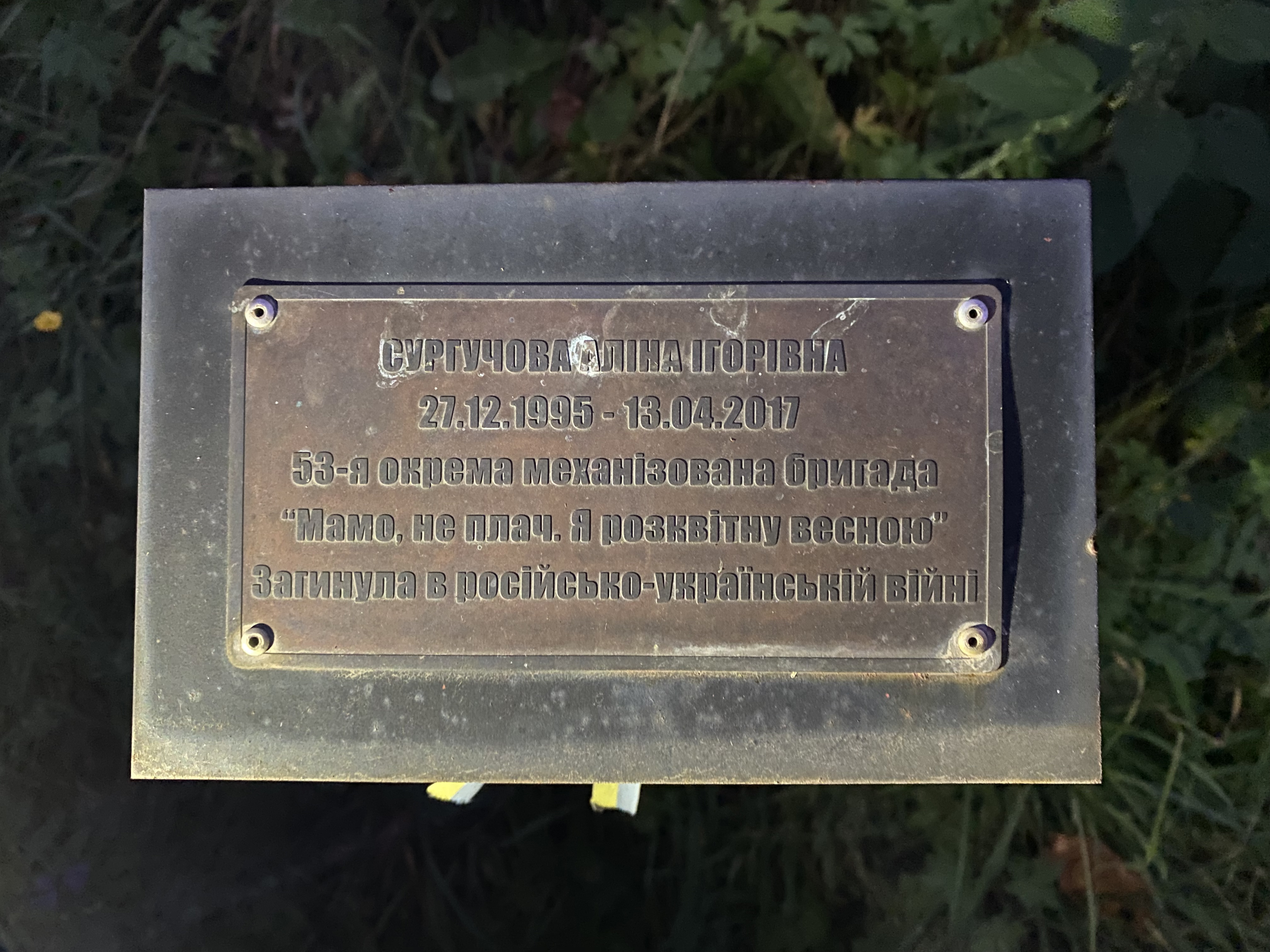
Табличка біля яблуні, висадженої в пам'ять про Аліну Сургучову